# 埃米爾·杜布瓦-雷蒙
埃米爾·杜布瓦-雷蒙（德語：Emil Heinrich du Bois-Reymond；1818年11月7日—1896年12月26日），德国内科医生、生理学家，神经动作电位的发现者之一，电生理学的奠基人之一。

## 生平
1818年出生于普鲁士王国柏林，1838年进入柏林大学，博士导师为约翰内斯·彼得·缪勒，两次担任柏林大学校长，他的名言有“我们现在不知道，将来也不知道”。1870年，杜布瓦-雷蒙以柏林大学校长的身份发表演讲，称“柏林大学，坐落于王宫对面，从根本上来说，是霍亨索伦王朝的知识保镖（或智力保镖，geistige Leibregiment des Hauses Hohenzollern）”。
知名学生有威廉·詹姆士、尤里乌斯·伯恩施坦。